# Phintella popovi
Phintella popovi är en spindelart som först beskrevs av Prószynski 1979.  Phintella popovi ingår i släktet Phintella och familjen hoppspindlar. Inga underarter finns listade i Catalogue of Life.